# Cesare Vitale
Cesare Vitale (Bitonto, 29 marzo 1956) è un allenatore di calcio ed ex calciatore italiano, di ruolo attaccante.

## Carriera

### Giocatore
Nasce calcisticamente nel Bitonto (Serie D), squadra della sua città natale dove si mette subito in mostra nonostante la giovanissima età.
Nel 1974 viene acquistato dalla Reggiana, con la cui maglia gioca 14 partite in Serie B.
Dal 1975 al 1978 gioca in Serie C con le maglie della Massese, Reggiana e Audace San Michele.
Dal 1978 al 1981 gioca in Serie C1 e Serie C2 per il Padova e dal 1982 al 1984 gioca sempre in Serie C1 e Serie C2 per il Prato, dove vince il campionato di Serie C2 1982-1983 ed il titolo di capocannoniere con 22 reti.
Milita poi nel Livorno e nella Pistoiese ed infine nel Sassuolo.

### Allenatore
Ha allenato in Serie A la Reggiana nelle ultime tre partite della stagione 1994-1995.
Nel 1996 siede sulla panchina del Giorgione in Serie C2, mentre dal 1997 al 2000 è alla guida di Prato e Brescello in Serie C1.
Dal 2010 allena il Reggiolo.

## Vita privata
Sposato dal 1978, ha due figli e da allora risiede con la famiglia a Cavazzoli di Reggio Emilia.

## Palmarès

### Giocatore

#### Competizioni nazionali
- Coppa Italia Semiprofessionisti: 1

Padova: 1979-1980
- Serie C2: 2

Padova: 1980-1981
Prato: 1982-1983